# Ptychochromis ernestmagnusi
Ptychochromis ernestmagnusi és una espècie de peix pertanyent a la família dels cíclids i a l'ordre dels perciformes.

## Etimologia
Ptychochromis prové dels mots grecs ptyx (plec) i chromis (una mena de peix, potser una perca), mentre que ernestmagnusi fa referència a Ernest Magnus per les seues contribucions en la recerca ictiològica en el si del Museu Americà d'Història Natural.

## Descripció
Fa 14,7 cm de llargària màxima. En comparança amb Ptychochromis makira, té un perfil dorsal característicament aplanat, però se'n diferencia pels patrons de pigmentació (les franges dels flancs de P. makira tenen forma de "V" mentre que en P. ernestmagnusi es troben orientades verticalment), el nombre de forats del lacrimal (4 vs. tres), la iridescència dels flancs i de l'aleta dorsal a prop de la base, la seua coloració verda grisenca fosca (vs. blanquinosa) i el nombre d'ossos infraorbitaris (7 vs. 6).

## Hàbitat i distribució geogràfica
És un peix d'aigua dolça, bentopelàgic i de clima tropical, el qual viu al nord-est de Madagascar: els fons sorrencs i rocallosos del riu Mananara al seu pas per àrees de boscos intactes i baixa densitat de població humana.

## Observacions
És inofensiu per als humans i el seu índex de vulnerabilitat és baix (10 de 100).